# Charles Métain
Charles Métain (* 22. Dezember 1900 in Bordeaux, Frankreich) war ein französischer Regisseur, Drehbuchautor, Kameramann, Filmproduzent und Tonmeister. Er war der ältere Bruder von René Métain.

## Leben
Im Alter von 22 Jahren begann Métains filmische Karriere mit einer eigenen Regiearbeit für den Stummfilm Lausbubengeschichten, für den er den Kameramann Eduardo Lamberti engagierte. Noch im selben Jahr begann er damit, selbst die Kamera zu führen, zunächst zusammen mit Werner Graeff unter der Regie von Hans Richter für dessen abstrakten Avantgardefilm Rhythmus 23. Bei dessen Fortsetzung Rhythmus 25 führte Métain die Kamera bereits allein. 1928 führte er die Kamera bei Richters Experimentalfilm Inflation. Die besondere Herausforderung dieser Collage aus dokumentarischen Bildern und animierten Ziffern bestand darin, gemeinhin nicht sichtbare Vorgänge wie die Geldvermehrung und -entwertung durch filmische Mittel sichtbar zu machen.
1927 war Métain zusammen mit Sepp Allgeier, Richard Angst, Albert Benitz, Kurt Neubert und Hans Schneeberger einer der Kameraleute von Arnold Fancks untypischer Bergfilm-Komödie Der große Sprung. Dabei fing die Kamera rasante Szenen auf den Skipisten ein, die heutige Zuschauer an entsprechende Stunts verschiedener James-Bond-Filme erinnern.
Unter Carl Froelich führte Métain neben Reimar Kuntze die Kamera für den Film Die Nacht gehört uns (1929) mit Hans Albers, Otto Wallburg, Ida Wüst und Lucie Englisch. Noch im selben Jahr drehte er unter Max Reichmann den Musical-Film Ich glaub nie mehr an eine Frau mit Richard Tauber, Paul Hörbiger und Gustaf Gründgens. Der Journalist und Filmtheoretiker Siegfried Kracauer empfand den Ton des Films seinerzeit als rein und bis in Nuancen getroffen.
Für den Film Lui et moi (1930) arbeitete er in der Regie mit seinem jüngeren Bruder René und Harry Piel zusammen. Dabei widmete er sich zusammen mit Erwin Scharf wohl erstmals auch dem Ton.
In der Folge konstruierte Métain spezielle Tongalgen mit Schwenkfunktion, um sicherzustellen, dass die Dialoge aller an einer Szene beteiligten Figuren gleichmäßig verständlich waren.
1930 war er bereits Tonmeister des Spielfilms 1914 – Die letzten Tage vor dem Weltbrand mit Heinrich George unter der Regie von Richard Oswald. Im selben Jahr wirkte er unter Georg Wilhelm Pabst neben Fritz Arno Wagner als Kameramann des Antikriegsfilms Westfront 1918 – Vier von der Infanterie. Siegfried Kracauer notierte seinerzeit dazu: „Ich kann mich nicht erinnern, daß der Krieg, und zwar der Stellungskrieg in seiner letzten schrecklichsten Phase, im Film je so realistisch dargestellt worden wäre. […] …unter der Regie von G. W. Pabst [ist] ein Stück Kriegswirklichkeit entstanden, wie es bisher noch niemand zu rekonstruieren gewagt hat. […] Während der Vorstellung – der Film läuft im Capitol – verließen viele Zuschauer fluchtartig das Lokal. »Das ist ja nicht zum Aushalten«, ertönte es hinter mir; und: »Wie darf man uns so etwas bieten!« Möchten sie auch im schlimmen Ernstfalle erklären, daß es nicht zum Aushalten sei und daß sie sich so etwas nicht länger bieten lassen. Doch wie sie den Anblick des Krieges scheuen, so fliehen sie in der Regel auch die Erkenntnis, deren Verwirklichung ihn verhindern könnte.“
Der auf dem Studiogelände der Bavaria mit nachgebauten Schützengräben gedrehte Film gehörte zu den ersten, die 1933 von den Nationalsozialisten verboten wurden.
Bis 1933 war Métain überwiegend als Tonmeister engagiert, 1932 bei Robert Siodmaks Spielfilm Brennendes Geheimnis mit Willi Forst sowie den beiden Kinderstars Hans Joachim Schaufuß und Hans Richter.
Im Gegensatz zu seinem jüngeren Bruder, der in Potsdam geboren war, verließ Charles Métain Deutschland nach der Machtergreifung an die Nationalsozialisten und kehrte nach Frankreich zurück.

## Filmografie
- 1923: Lausbubengeschichten (Regie)
- 1923–1925: Rhythmus 23 (Kamera)[12][13]
- 1925: Rhythmus 25 (Kamera)
- 1926: Die Waise von Lowood (Kamera)
- 1926/27: Kinderseelen klagen euch an (Kamera)
- 1927: Der große Sprung (Kamera)
- 1928: Inflation (Kamera)
- 1928: Sextánka
- 1929: Die Nacht gehört uns (La nuit est à nous) (Kamera)[14]
- 1929/30: Ich glaub nie mehr an eine Frau (Kamera)
- 1930: Er oder ich (Lui et moi) (Regie, Drehbuch-Mitarbeit, Ton)
- 1930: 1914 – Die letzten Tage vor dem Weltbrand (Ton)
- 1930: Westfront 1918 – Vier von der Infanterie (Quatre de l’infanterie) (Kamera)[15][16][17]
- 1930: Das Kabinett des Dr. Larifari (Ton)
- 1930: Der Sohn der weißen Berge (Ton)
- 1930: Les chevalliers de la montagne (Ton)
- 1931: Ich geh’ aus und Du bleibst da (Ton)
- 1931: Ein ausgekochter Junge (Ton)
- 1931: L’Auberge du père Jonas (Regie-Assistenz, Drehbuch-Mitarbeit, Ton)
- 1931: Schatten der Unterwelt (Ton)
- 1931: Bobby geht los (Ton)
- 1931: Die fünf verfluchten Gentlemen (Les cinq gentlemen maudits) (Ton)
- 1931: Ombres des bas fonds (Regie-Assistenz, Drehbuch-Mitarbeit, Ton)
- 1931: Feind im Blut (Ton)
- 1931: Europa Radio (Kamera)
- 1931: L’inconstante. Je sors et tu restes là (Ton)
- 1931: Die geheimnisvolle Uhr (Ton)
- 1931/32: Ehe mit beschränkter Haftung (Ton)
- 1931/32: Die Vier vom Bob 13 (Ton)
- 1932: Der Geheimagent (Ton)
- 1931/32: L’amour en vitesse (Ton)
- 1932: Jonny stiehlt Europa (Ton)
- 1932: Ein Mann fällt vom Himmel (Ton)
- 1932: Der Rebell (L’Héroïque embuscade) (The Rebel) (Ton)[18]
- 1932/33: Brennendes Geheimnis (Ton)[19]
- 1932/33: S.O.S. Eisberg (SOS Iceberg) (Ton)[20]
- 1934: Ave Maria (Kamera)
- 1934: Willem van Oranje (Ton)
- 1935: Perfidie (Ton)
- 1936: La Marraine de Charley (Ton)
- 1939: Le monde en armes (Cinématographie)
- 1941: Romeo und Julia auf dem Dorfe (Ton)[21][22]
- 1946: Histoire d’un monde en miniature (Regie)[23]
- 1947: Dileptus le tueur (Produzent, Drehbuch, Regie)
- 1947: Oscar le Rotifère (Regie)
- 1950: De fils en aiguilles (Produzent)
- 1953: Les Quatre Petits Tardigrades (Regie)

## Video
- Westfront 1918, 1:28:48 Std., auf: goethe.de